# Leibl Rosenberg

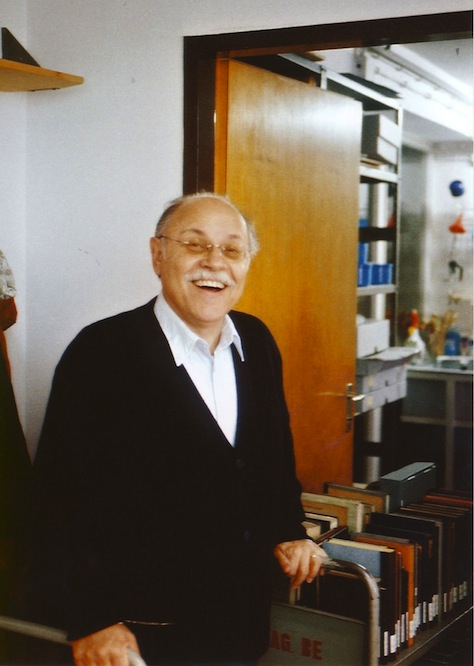
Leibl Rosenberg, 2009

Leibl Rosenberg (* 27. Januar 1948 im DP-Lager Lagerlechfeld bei Landsberg am Lech) ist ein deutscher Publizist und NS-Raubgut-Forscher.

## Leben
Leibl Rosenberg wuchs als Kind polnischer Juden und Holocaust-Überlebender im DP-Lager Föhrenwald (heute: Waldram) bei Wolfratshausen in Oberbayern mit der Muttersprache Jiddisch auf. Nach Auflösung des Lagers zog seine Familie 1956 nach München; seit 1988 lebt und arbeitet er in Nürnberg.
Rosenberg besuchte die Hebräische Universität Jerusalem und die Ludwig-Maximilians-Universität in München, um Judaistik, Bibelwissenschaften, Sprachwissenschaften, Germanistik und Amerikanistik zu studieren.
Er war herausgebender Redakteur der „Neuen Jüdischen Nachrichten des Landesverbandes der Israelitischen Kultusgemeinden in Bayern“ (1982–1984), Redakteur der „Nürnberger Nachrichten“ (1990–1993) und arbeitete ab 1979 für mehrere Fernsehsender, unter anderem als Texter für Comedy-Fernsehserien wie Sketchup und Dingsda.
Rosenberg hatte mehrere Ehrenämter in Organisationen wie den Israelitischen Kultusgemeinden München und Oberbayern und Nürnberg (1972–1982) inne; außerdem war er Gründer und Vorsitzender des „Forums für Jüdische Geschichte und Kultur“ in Nürnberg (1999–2006).
Er war Mit-Geschäftsführer des Landesverbandes der Israelitischen Kultusgemeinden in Bayern (1982–1984) und Geschäftsführer des Zentralrats der Juden in Deutschland (1995).
Seit 1997 ist er an der Stadtbibliothek Nürnberg mit der Erforschung und Restitution von Buchbeständen aus NS-Raubgut beauftragt, die aus einer von Julius Streicher aufgebauten NS-Bibliothek stammen. Streicher hatte als Herausgeber der antisemitischen Wochenzeitung Der Stürmer zahllose Bände zusammengetragen, die jüdischen Gemeinden und Privatpersonen geraubt worden waren. Heute gehört dieser Bestand zur „Sammlung der Israelitischen Kultusgemeinde“ in der Nürnberger Stadtbibliothek.

## Auszeichnungen
- Bürgermedaille der Stadt Nürnberg 2022[1]

## Veröffentlichungen

### Beiträge in Sammelbänden
- Poesie und Prosa. Theater und Musical. Beiträge zu: 1776–1976. Zweihundert Jahre deutsch-amerikanische Beziehungen. Eine Dokumentation mit 391 Abb. Hrsg. von Thomas Piltz, Moos, München 1975, ISBN 3-7879-0092-6.
- Friedrich Wilhelm Hackländer – 1816–1877. In: Hiltrud Häntzschel (Hrsg.): Das 19. Jahrhundert. Restaurationsepoche – Realismus – Gründerzeit (= Deutsche Schriftsteller im Porträt. Band 4). Beck, München 1981, ISBN 3-406-06030-7, S. 70–71.
- Zionistische Rowdies und postatomare Pferdemetzger. Einige vorläufige Antworten auf die „Jüdische Frage“ im Spätwerk Arno Schmidts. In: Karl-Heinz Brücher (Hrsg.): Zettelkasten 3. Aufsätze und Arbeiten zum Werk Arno Schmidts. Bangert & Metzler, Frankfurt am Main 1984, ISBN 3-924147-05-1, S. 193–206.
- Vergangen ist nicht vorbei. Zur Bedeutung historischer Raumgestaltungen für die Menschen der Gegenwart. In: Essays zum Balthasar-Neumann-Jahr. Ergebnisse einer Preisfrage des Hauses der Bayerischen Geschichte 1987. Ein kultureller Beitrag zum bayerischen Fremdenverkehr (= Schriftenreihe des Landesfremdenverkehrsverbandes Bayern. Heft 12). Landesfremdenverkehrsverband Bayern e. V., München 1987, S. 50–51.
- Heimat Bayern. In: Schönere Heimat – Erbe und Auftrag. Zeitschrift des Bayerischen Landesvereins für Heimatpflege e. V. 77. Jg., Sonderheft 6, München 1988, ISSN 0177-4492, S. 6–7.
- Jakob Wassermann (1873–1934). Vergebliches Tun – sein Weg als Deutscher und als Jude. In: Manfred Treml/Wolf Weigand (Hrsg.): Geschichte und Kultur der Juden in Bayern. Lebensläufe (= Veröffentlichungen zur Bayerischen Geschichte und Kultur. Nr. 18/88). Haus der Bayerischen Geschichte, München 1988, ISBN 3-9801342-8-8, S. 285–291.
- Maud B. Weiß/Michel Neumeister: Die Frommen in New York. Die Welt der Satmarer – Chassidim. Mit einem Text von Jerome R. Mintz, deutsche Überarbeitung von Richard Chaim Schneider, Bildkommentare und Glossar von Leibl Rosenberg, Kehayoff, München 1995, ISBN 3-929078-26-0.
- Weinen in der Nacht. Gedanken zu Tod, Trauer und Erinnerung im Judentum. In: Michael Diefenbacher/Wiltrud Fischer-Pache (Hrsg.): Gedenkbuch für die Nürnberger Opfer der Schoa (= Quellen zur Geschichte und Kultur der Stadt Nürnberg. Band 29). Selbstverlag des Stadtarchivs Nürnberg/Edelmann, Nürnberg 1998, ISBN 3-87191-249-2, S. XIX–LIII
- Jüdische Kultur in Deutschland heute. Eine Zustandsbeschreibung. In: Otto R. Romberg/Susanne Urban-Fahr (Hrsg.): Juden in Deutschland nach 1945. Bundeszentrale für politische Bildung, Bonn 1999, ISBN 3-89331-408-3, S. 234–243.
- Erlesene jüdische Noris. Literatur über die jüdische Seite Nürnbergs. In: Stadt Nürnberg/Projektbüro Stadtjubiläum (Hrsg.): Nürnberger Bücherherbst. Aktuelle Publikationen im Überblick. Eine Veröffentlichung zum Nürnberger Stadtjubiläum. Nürnberg, Oktober 1999, S. 24–25.
- Diverse Beiträge zu: Nürnberg zum Abreißen 2000. Der kleine Abreißkalender mit interessanten Fragen aus Politik, Geschichte, Wirtschaft, Sport, Kultur und Küche – was Sie schon immer über Nürnberg wissen wollten, aber nie zu fragen wagten. Für die Küche, das Esszimmer oder den Arbeitsplatz. Idee und Konzeption Liane Zettl und Norbert Treuheit, Ars Vivendi, Cadolzburg 1999, ISBN 3-89716-100-1.
- Jüdische Kultur in Deutschland heute. Eine Zustandsbeschreibung. In: Otto R. Romberg/Susanne Urban-Fahr (Hrsg.): Juden in Deutschland nach 1945. Bürger oder „Mit“-Bürger? Ed. Tribüne, Frankfurt am Main 1999, ISBN 3-00-005169-4; 2., erw. Auflage: Bundeszentrale für Politische Bildung, Bonn 2000, ISBN 3-89331-408-3, hier: S. 234–243.
- Interview mit Leibl Rosenberg, geb. 1948. In: Hans-Jürgen Müller/Ursula Rudnick (Hrsg.): Christen und Juden. Juden und Christen. Katalog zur Wanderausstellung in Bayern. Hora, Hannover 2002, ISBN 3-936692-00-9, S. 112–117.
- Immigration – Integration. Vom Kontingentflüchtling zum Mitbürger. In: Gesellschaft zur Förderung jüdischer Kultur und Tradition e. V. (Hrsg.): Juden in der ehemaligen Sowjetunion, ihre Geschichte – ihre Gegenwart. Vortragssammlung mit ergänzenden Aufsätzen zum Leitthema der 16. Jüdischen Kulturtage in München, 16. bis 24. November 2002. Selbstverlag, München 2003, S. 42–44.
- Wie ein Raumschiff auf einem fremden Planeten. Geschichten aus Föhrenwald. In: Roman Haller (Hrsg.): … und bleiben wollte keiner. Jüdische Lebensgeschichten im Nachkriegsbayern. Dölling & Galitz, München 2004, ISBN 3-935549-82-2, S. 90–106.
- Die Sammlung Israelitische Kultusgemeinde (früher „Stürmer-Bibliothek“) in der Stadtbibliothek Nürnberg. In: Bernd Reifenberg (Hrsg.): Die Suche nach NS-Raubgut in Bibliotheken. Recherchestand, Probleme, Lösungswege. Universitätsbibliothek, Marburg 2006, ISBN 3-8185-0429-6, S. 51–61.
- Vom Umgang mit den geraubten Büchern heute. Die Sammlung Israelitische Kultusgemeinde (früher „Stürmer-Bibliothek“) in der Stadtbibliothek Nürnberg – ein Werkstattbericht. In: Regine Dehnel (Hrsg.): Jüdischer Buchbesitz als Raubgut. Zweites Hannoversches Symposium (= Zeitschrift für Bibliothekswesen und Bibliographie. Sonderheft 88). Klostermann, Frankfurt am Main 2006, ISBN 3-465-03448-1, S. 349–356.
- Die Sammlung Israelitische Kultusgemeinde (früher „Stürmer-Bibliothek“) in der Stadtbibliothek Nürnberg. In: Landesstelle für die nichtstaatlichen Museen in Bayern (Hrsg.): Kulturgutverluste, Provenienzforschung, Restitution. Sammlungsgut mit belasteter Herkunft in Museen, Bibliotheken und Archiven. Deutscher Kunstverlag, München/Berlin 2007, ISBN 3-422-06575-X, S. 167–171.

### Bücher
- Das Hausgespenst. Ein begleitendes Handbuch zu Arno Schmidts Die Schule der Atheisten (= Bargfelder Bote. Sonderlieferungen). 2 Bände, edition text + kritik, München 1977, 437 S.; Bd. 2, Ergänzungsband in Zusammenarbeit mit Klaus Jürgen und Hedwig Pauler, 1979, 317 S. ISBN 3-921402-43-3.
- Leibl Rosenberg/Jeffrey Van Davis: 30 Years (1949–1979) of Norman Mailer in the German Press. Bound special edition for Norman Mailer. 1979. In: Norman Mailer Papers (936.7). The Norman Mailer Archive, Harry Ransom Center, The University of Texas at Austin, Texas.
- Thomas Kania/Leibl Rosenberg: Das Dingsbuch ist da! – Das Buch zur Fernsehserie. 4. Auflage Goldmann Verlag, Berlin 1986, 268 S., ISBN 3-442-08452-0; 1987.
- Thomas Kania/Leibl Rosenberg: Flimmericks. Ein Buch schlägt zu! Goldmann, München 1986, 125 S., ISBN 3-442-08586-1 (Goldmann; 8586).
- Bucher’s Jerusalem. Mit Photos von Tom Krausz. Bucher, München [u. a.] 1989, 55 S., zahlr. Ill., ISBN 3-7658-0552-1.
- Der Aleph Luach 5757. Jüdischer Kalender für das Jahr 1996/97. Aleph Verlag, Nürnberg 1996, 167 S., ISBN 3-931978-00-1.
- Spuren und Fragmente. Jüdische Bücher, jüdische Schicksale in Nürnberg. Eine gemeinsame Ausstellung der Israelitischen Kultusgemeinde Nürnberg und der Stadtbibliothek Nürnberg zum Stadtjubiläum 950 Jahre Nürnberg [im Pellerhaus, 18. April 2000 bis 2. Juli 2000]. Stadtbibliothek, Nürnberg 2000, 211 S. (Ausstellungskatalog der Stadtbibliothek Nürnberg; 102).

### Übersetzungen
- Die Meisterwerke im Centre Georges Pompidou. Musée National d’Art Moderne. Ausgewählt und eingeleitet von Edward Lucie-Smith. Deutsch von Dorothea Asendorf und Leibl Rosenberg. Prestel, München 1983, 37 S. + 60 Bl., ISBN 3-7913-0630-8.

### Fernsehsendungen (Auswahl)
- Hassen paßt nicht zu meinem Typ. Das unstete Leben des Richard „Putti“ Eichelbaum. Ein Film von Thomas Kania und Leibl Rosenberg. Bayerisches Fernsehen, 45 min. Sendetermin: 24. Februar 1990, 22:00 Uhr.
- Die koschere Küche. Warum und wie sich die Juden mit biblischen Speisevorschriften gesund und schmackhaft ernähren. Sondersendung des Bayerischen Rundfunks, Studio Franken. Sendetermin: 17. September 1990, 16:07–16:30 Uhr.

### Ausstellungen
- „Siehe der Stein schreit aus der Mauer. Geschichte und Kultur der Juden in Bayern“ (Nürnberg 1988/89)
- „Spuren und Fragmente. Jüdische Bücher, Jüdische Schicksale in Nürnberg“ (2000).

### Aufsätze (Überblick)
Rosenberg ist zudem Verfasser zahlreicher Essays, Aufsätze und Artikel zu jüdischen Themen, außerdem zu Schriftstellern wie Arno Schmidt, Franz Kafka, Paul Celan und Karl Kraus, zur zeitgenössischen Kunst und Musik; außerdem zeichnet er für zahlreiche Lexikon-Artikel verantwortlich.